# Нишанов, Сулейман
Сулейман Нишанов — советский узбекистанский хозяйственный деятель, Герой Социалистического Труда.

## Биография
Родился в 1901 году в кишлаке Аввал. Член КПСС с года.
В 1929—1942 — слесарь Кувасайского цементного завода.
Участник Великой Отечественной войны.
В 1945—1985 — кузнец Кувасайского цементного комбината имени М. В. Фрунзе Министерства промышленности строительных материалов СССР.
Указом Президиума Верховного Совета СССР от 7 мая 1971 года присвоено звание Героя Социалистического Труда с вручением ордена Ленина и золотой медали «Серп и Молот».
Депутат Верховного Совета Узбекской ССР 9-го созыва.
Умер после 1985 года в Кувасае.

## Награды и звания
- Герой Социалистического Труда (07.05.1971)
- Орден Ленина (07.05.1971)